# Agnadello
Agnadello är en italiensk ort och kommun i provinsen Cremona i Lombardiet, nära Lodi. Kommunen hade 3 918 invånare (2018) och gränsar till kommunerna Arzago d'Adda, Palazzo Pignano, Pandino, Rivolta d'Adda, Torlino Vimercati och Vailate.
Agnadello är bekant genom Ludvig XII:s seger över venetianarna den 14 maj 1509, till minne varav kyrkan Santa Maria della Vittoria byggdes. Prins Eugène led där, den 16 augusti 1705, under spanska successionskriget, ett nederlag genom hertigen av Vendôme.